# جان كريستوف بالوت
جان-كريستوف بالوت (بالفرنسية: Jean-Christophe Balouet)‏ (ولد في 12 تشرين الثاني / نوفمبر 1956) هو إحاثي فرنسي. تعاون على نطاق واسع مع ستورز أولسون من مؤسسة سميثسونيان بأبحاث علم الأحياء القديمة وذلك بالبحث عن طيور انقرضت في كاليدونيا الجديدة في منطقة جنوب غرب المحيط الهادئ.

## المنشورات
- 1989 – Fossil Birds from Late Quaternary Deposits in New Caledonia (With Storrs Olson). Smithsonian Contributions to Zoology 469. Smithsonian Institution Press, Washington D.C.
- 1990 – الأنواع المنقرضة في العالم: دروس من أجل المستقبل (مع إريك البرت). ليتس: لندن. ISBN 978-1-85238-100-4